# Pararge orientalis
Pararge orientalis är en fjärilsart som beskrevs av Rühl 1894. Pararge orientalis ingår i släktet Pararge och familjen praktfjärilar. Inga underarter finns listade i Catalogue of Life.